# Langlaufen op de Olympische Winterspelen 1980
Langlaufen is een van de sporten die beoefend werden tijdens de Olympische Winterspelen 1980 in Lake Placid.

## Mannen

### 15 kilometer
| Rang   | Sporter(s)         | Land | Tijd     |
| ------ | ------------------ | ---- | -------- |
| Goud   | Thomas Wassberg    | SWE  | 41:57.63 |
| Zilver | Juha Mieto         | FIN  | 41:57.64 |
| Brons  | Ove Aunli          | NOR  | 42:28.62 |
| 4      | Nikolaj Zimjatov   | URS  | 42:33.96 |
| 5      | Jevgeni Beljajev   | URS  | 42:46.02 |
| 6      | Józef Łuszczek     | POL  | 42:59.03 |
| 7      | Alexander Savjalov | URS  | 43:00.81 |
| 8      | Harri Kirvesniemi  | FIN  | 43:02.01 |

### 30 kilometer
| Rang   | Sporter(s)       | Land | Tijd       |
| ------ | ---------------- | ---- | ---------- |
| Goud   | Nikolaj Zimjatov | URS  | 1:27:02.80 |
| Zilver | Vasili Rotsjev   | URS  | 1:27:34.22 |
| Brons  | Ivan Lebanov     | BUL  | 1:28:03.87 |
| 4      | Thomas Wassberg  | SWE  | 1:28:40.35 |
| 5      | Józef Łuszczek   | POL  | 1:29:03.64 |
| 6      | Matti Pitkänen   | FIN  | 1:29:35.03 |
| 7      | Juha Mieto       | FIN  | 1:29:45.08 |
| 8      | Ove Aunli        | NOR  | 1:29:54.02 |

### 50 kilometer
| Rang   | Sporter(s)         | Land | Tijd       |
| ------ | ------------------ | ---- | ---------- |
| Goud   | Nikolaj Zimjatov   | URS  | 2:27:24.60 |
| Zilver | Juha Mieto         | FIN  | 2:30:20.52 |
| Brons  | Alexander Savjalov | URS  | 2:30:51.52 |
| 4      | Lars Erik Eriksen  | NOR  | 2:30:53.03 |
| 5      | Sergej Saveljev    | URS  | 2:31:15.82 |
| 6      | Jevgeni Beljajev   | URS  | 2:31:21.19 |
| 7      | Oddvar Brå         | NOR  | 2:31:46.83 |
| 8      | Sven-Åke Lundbäck  | SWE  | 2:31:59.65 |

### 4 x 10 kilometer estafette
| Rang   | Sporter(s)                                                           | Land | Tijd       |
| ------ | -------------------------------------------------------------------- | ---- | ---------- |
| Goud   | Vasili Rotsjev Nikolaj Bazjoekov Jevgeni Beljajev Nikolaj Zimjatov   | URS  | 1:57:03.46 |
| Zilver | Lars Erik Eriksen Per Knut Aaland Ove Aunli Oddvar Brå               | NOR  | 1:58:45.77 |
| Brons  | Harri Kirvesniemi Pertti Teurajärvi Matti Pitkänen Juha Mieto        | FIN  | 2:00:00.18 |
| 4      | Peter Zipfel Wolfgang Müller Dieter Notz Jochen Behle                | FRG  | 2:00:22.74 |
| 5      | Sven-Ake Lundbäck Thomas Eriksson Benny Kohlberg Thomas Wassberg     | SWE  | 2:00:42.71 |
| 6      | Maurillo De Zolt Benedetto Carrara Giulio Capitanio Giorgio Vanzetta | ITA  | 2:01:09.93 |
| 7      | Hansüli Kreuzer Konrad Hallenbarter Edi Hauser Gaudenz Ambühl        | SUI  | 2:03:36.57 |
| 8      | William Koch Timothy Caldwell James Galanes Stanley Dunklee          | USA  | 2:04:12.17 |

## Vrouwen

### 5 kilometer
| Rang   | Sporter(s)         | Land | Tijd     |
| ------ | ------------------ | ---- | -------- |
| Goud   | Raisa Smetanina    | URS  | 15:06.92 |
| Zilver | Hilkka Riihivuori  | FIN  | 15:11.96 |
| Brons  | Květoslava Jeriová | TCH  | 15:23.44 |
| 4      | Barbara Petzold    | GDR  | 15:23.62 |
| 5      | Nina Baldytsjeva   | URS  | 15:29.03 |
| 6      | Galina Koelakova   | URS  | 15:29.58 |
| 7      | Veronika Hesse     | GDR  | 15:31.83 |
| 8      | Helena Takalo      | FIN  | 15:32.12 |

### 10 kilometer
| Rang   | Sporter(s)        | Land | Tijd     |
| ------ | ----------------- | ---- | -------- |
| Goud   | Barbara Petzold   | GDR  | 30:31.54 |
| Zilver | Hilkka Riihivuori | FIN  | 30:35.05 |
| Brons  | Helena Takalo     | FIN  | 30:45.25 |
| 4      | Raisa Smetanina   | URS  | 30:54.48 |
| 5      | Galina Koelakova  | URS  | 30:58.46 |
| 6      | Nina Baldytsjeva  | URS  | 31:22.93 |
| 7      | Marlies Rostock   | GDR  | 31:28.79 |
| 8      | Veronika Hesse    | GDR  | 31:29.14 |

### 4 x 5 kilometer estafette
| Rang   | Sporter(s)                                                          | Land | Tijd       |
| ------ | ------------------------------------------------------------------- | ---- | ---------- |
| Goud   | Marlies Rostock Carola Anding Veronika Hesse Barbara Petzold        | GDR  | 1:02:11.10 |
| Zilver | Nina Baldytsjeva Nina Rotsjeva Galina Koelakova Raisa Smetanina     | URS  | 1:03:18.30 |
| Brons  | Brit Pettersen Anette Bøe Marit Myrmæl Berit Aunli                  | NOR  | 1:04:13.50 |
| 4      | Dagmar Palečková Gabriela Svobodová Blanka Paulů Květoslava Jeriová | TCH  | 1:04:31.39 |
| 5      | Marja Auroma Marja-Lisa Hämäläinen Helena Takalo Hilkka Riihivuori  | FIN  | 1:04:41.28 |
| 6      | Marie Johansson Karin Lamberg Eva Olsson Lena Carlzon-Lundbäck      | SWE  | 1:05:16.32 |
| 7      | Alison Owen-Spencer Beth Paxson Leslie Bancroft Margaret Spencer    | USA  | 1:06:55.41 |
| 8      | Angela Schmidt Shirley Firth Esther Miller Joan Groothuysen         | CAN  | 1:07:45.75 |

## Medaillespiegel
| Rang   | Land              | Goud | Zilver | Brons | Totaal |
| ------ | ----------------- | ---- | ------ | ----- | ------ |
| 1      | Sovjet-Unie       | 4    | 2      | 1     | 7      |
| 2      | DDR               | 2    | 0      | 0     | 2      |
| 3      | Zweden            | 1    | 0      | 0     | 1      |
| 4      | Finland           | 0    | 4      | 2     | 6      |
| 5      | Noorwegen         | 0    | 1      | 2     | 3      |
| 6      | Bulgarije         | 0    | 0      | 1     | 1      |
| 6      | Tsjecho-Slowakije | 0    | 0      | 1     | 1      |
| Totaal | Totaal            | 7    | 7      | 7     | 21     |